# 吳百朋 (清朝)
吳百朋（？—1670年），字錦雯，西泠十子之一，浙江承宣布政使司杭州府錢塘縣（今浙江省杭州市）人，明末清初诗人。

## 生平
吳思穆之子。崇禎十五年（1642年），乡试中举。明亡後仕清，顺治十五年（1658年），担任蘇州府推官，肇慶司李。康熙八年担任南和縣知縣。有詩才，“如淺草平原，朔兒試馬，展巧作劇，便有馳突塞垣之氣”。一生兩袖青風，康熙九年（1670年），以疾卒，友人孫治前來料理喪事，發現百朋“囊無遺貲”。

## 著作
著有《朴庵集》、《娱晖堂集》、《岭西集》等。